# Marek Zieliński (1766–1819)
Marek Zieliński herbu Świnka (ur. 26 kwietnia 1766, zm. w 1819) – porucznik wojsk koronnych, konsyliarz ziemi dobrzyńskiej w konfederacji targowickiej w 1792.
Spiesząc do powstania kościuszkowskiego w 1794 roku został ujęty przez Prusaków, przez kilka lat więziony w twierdzy w Głogowie. W czasie Księstwa Warszawskiego był  konsyliarzem Izby Sprawiedliwości departamentu płockiego i radcą departamentowym płockim z powiatu lipnowskiego.